# Buttsū-ji
Le Buttsū-ji (佛通寺) est un temple bouddhiste zen relevant de l'école Rinzai. Fondé en 1397 ou 1399 par le seigneur de Mihara, Kobayakawa Haruhira, et le moine Guchu Shukyu, c'est le temple principal de la branche Rinzai Buttsū-ji.